# Гітейо
Гітейо (грец. Γύθειο, [ˈʝiθio]) або Gythio, також стародавній Гітіум або Gytheion (дав.-гр. Γύθειον), місто на східному березі півострова Мані та колишній муніципалітет у Лаконії, Пелопоннес, Греція. Після реформи місцевого самоврядування 2011 року він є частиною муніципалітету Східний Мані, муніципальною одиницею якого є. Муніципальна одиниця має площу 197,313 км2. Це був морський порт Спарти, приблизно за 40 км на північ. Гітейо — це місце стародавнього Крана, крихітного острова, де, згідно з легендою , Паріс Троянський і Єлена зі Спарти провели свою першу ніч разом перед тим, як відправитися в Трою, таким чином розпаливши Троянську війну. Гітейо був важливим портом, поки не був зруйнований у 4 столітті нашої ери, можливо, внаслідок землетрусу. Навіть після того його стратегічне розташування дало Гітейо значну роль в історії Маніотів. Сьогодні це найбільше і найважливіше місто в Мані. Це також резиденція муніципалітету Східний Мані.

## Історичне населення
| рік      | Місто   | Муніципалітет |
| -------- | ------- | ------------- |
| 1830     | 500-700 | -             |
| 1910     | 2000+   | -             |
| 1981 рік | 4,354   | -             |
| 1991 рік | 4,259   | 7,542         |
| 2001     | 4479    | 7,433         |
| 2011     | 4,717   | 7,106         |

## Географія

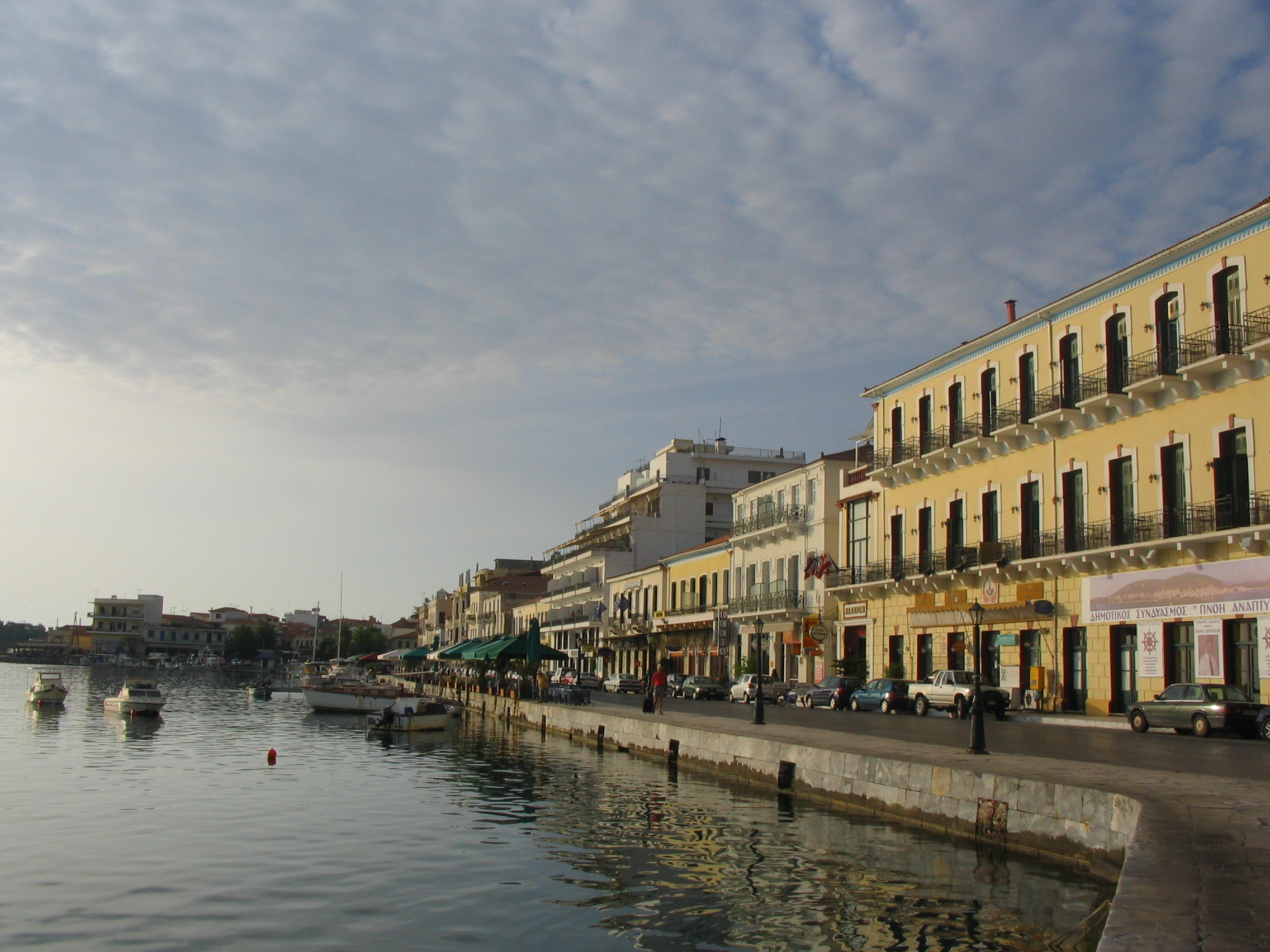
Вид на набережну.

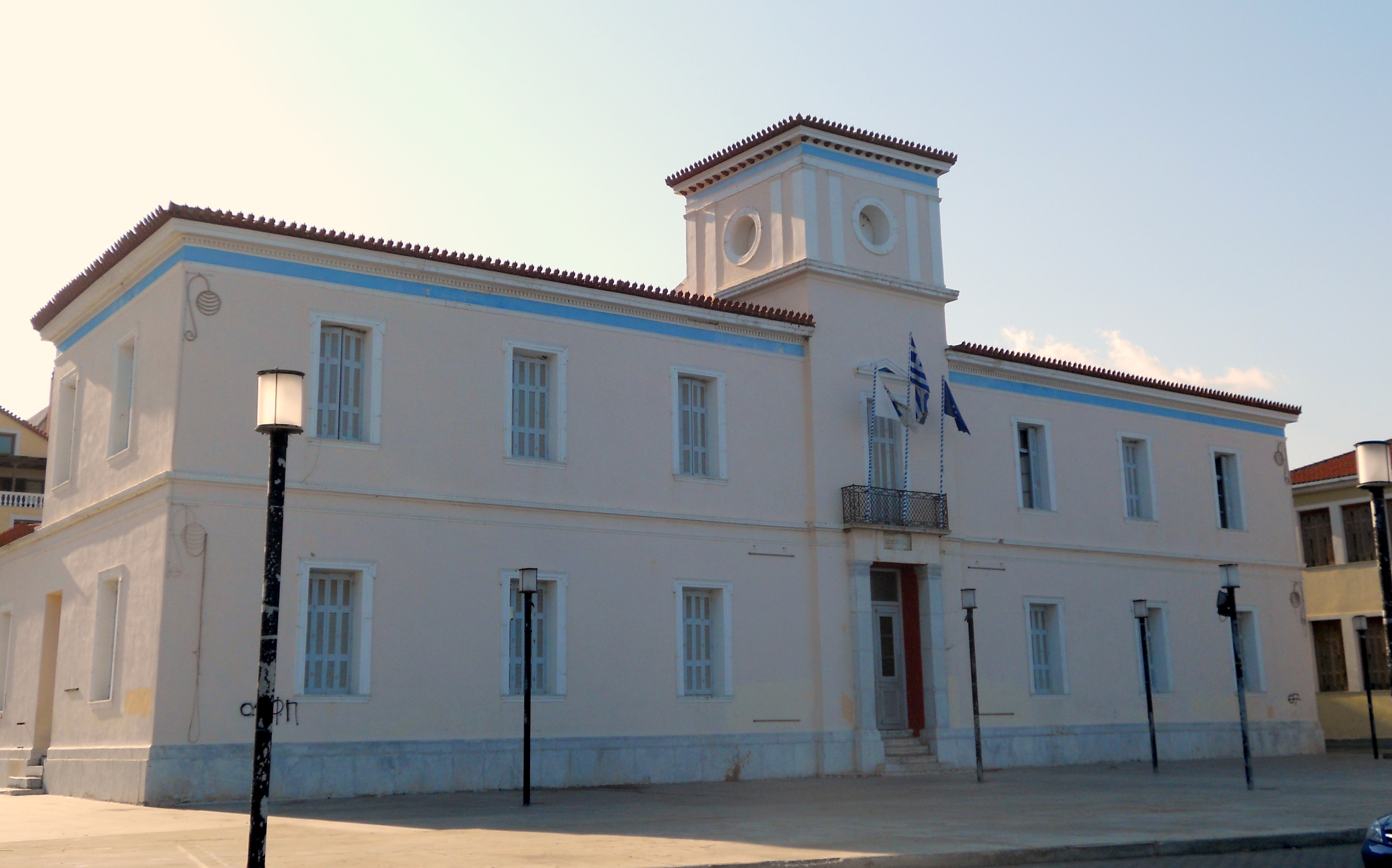
Ратуша, спроектована Ернстом Ціллером.

Гітейо розташований у північно-східній частині півострова Мані та лежить на північно-західній частині Лаконської затоки. Гітейо був побудований на пагорбі під назвою Кумарос або Ларісіо в одній із найродючіших областей Мані, поблизу гирла річки Гітіум, яка зазвичай пересохла і отримала прізвисько Ксеріас «суха річка»; сьогодні більша частина Xerias покрита проспектом Ерму.
Прямо на північ і видно з гавані знаходиться Профітіс Іліас, надвидатна вершина Тайгету, гірського масиву, хребет якого вдається на південь у Середземне море та утворює півострів Мані.

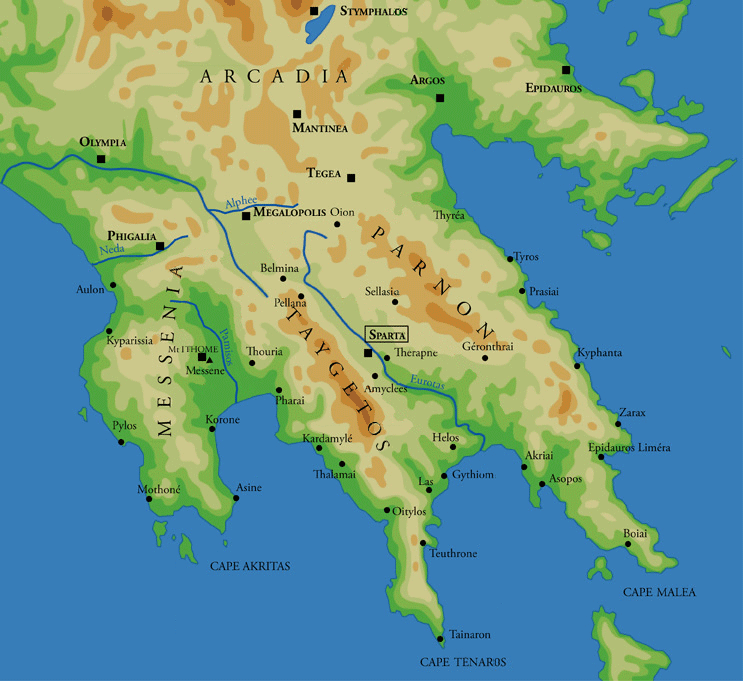
Карта Гітіума в стародавній Греції.

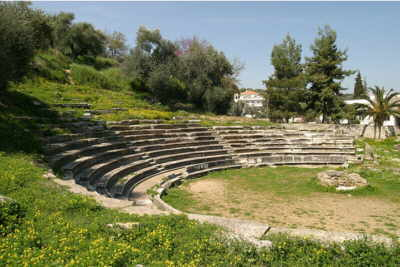
Античний театр Гітейо.

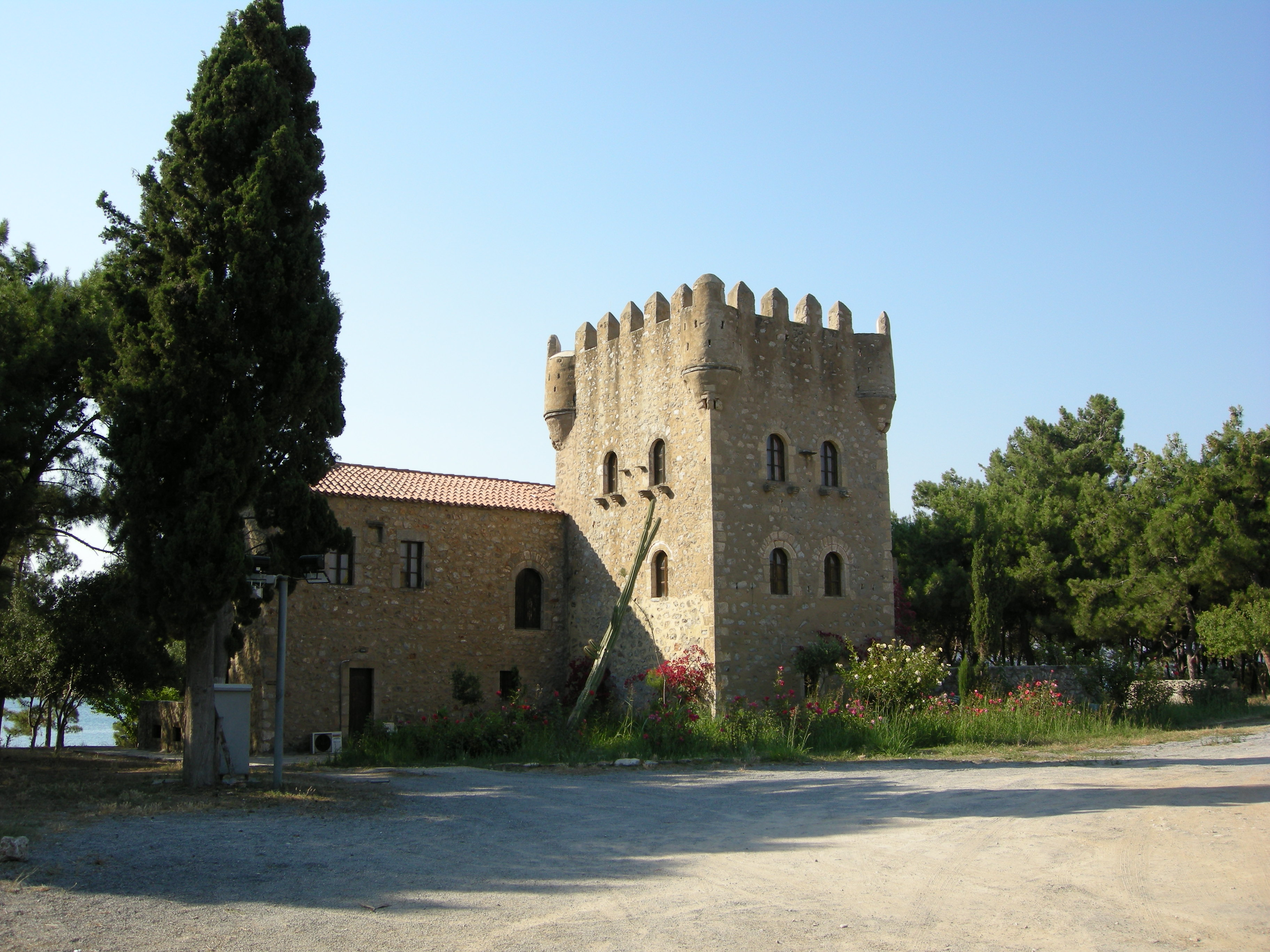
Вежа Цаннетакіс (1829) на острові Кране

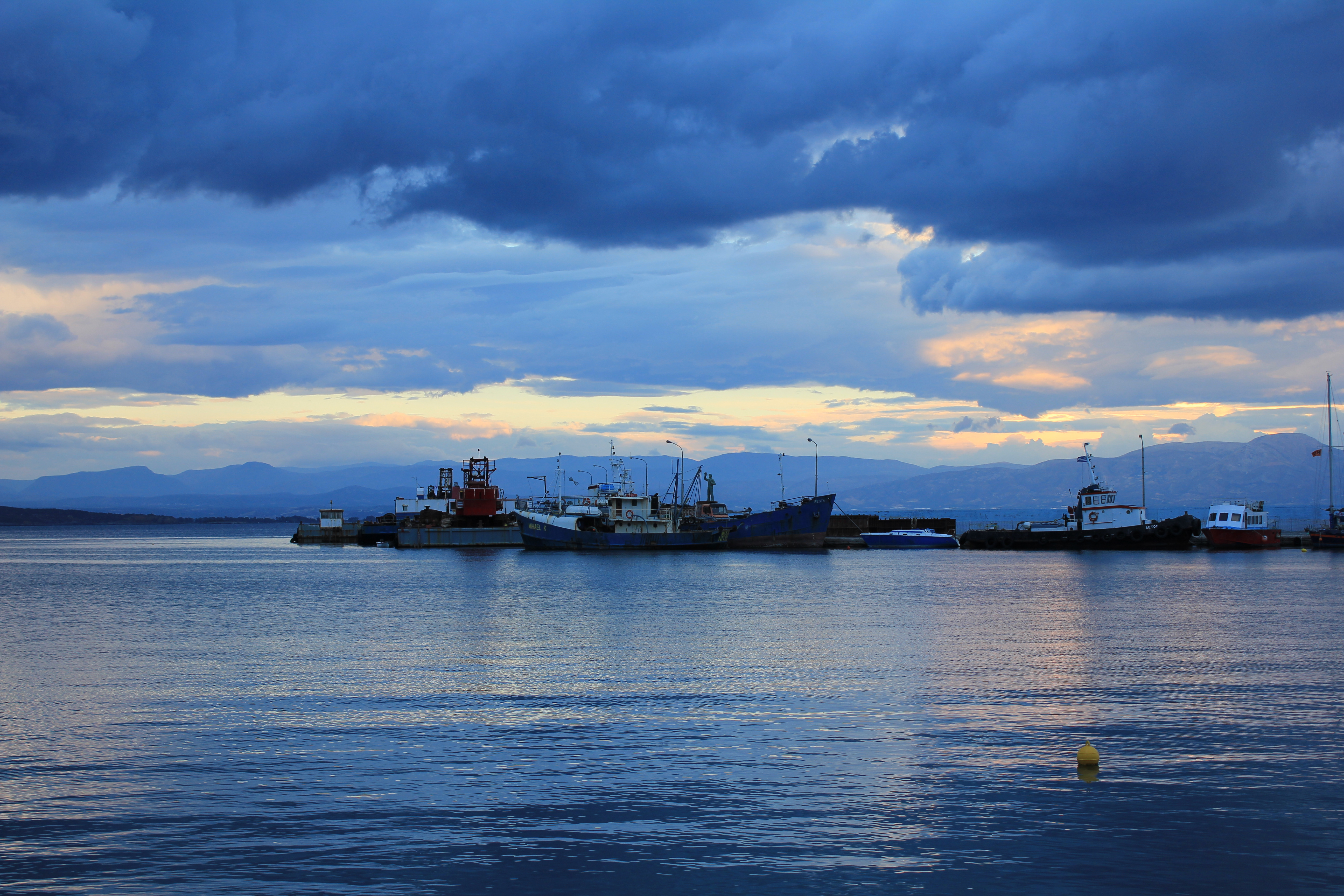
Вид на порт Гітейо з набережної 23 жовтня 2012 року.

## Провінція
Провінція Гітейо (грец. Επαρχία Γυθείου) була однією з провінцій префектури Лаконія. Його територія відповідала нинішнім муніципальним одиницям Гітейо та Східний Мані. Він був скасований у 2006 році.

## Міста-побратими
- Вільнев-лез-Авіньйон, Франція

## Вторинні джерела
- Collitz-Bechtel, Sammlung d. грецька. Dialekt-Inschriften, iii. NoNo 4562-4573; Щорічник Британської школи, х. 179 далі.
- Пол Картледж і Ентоні Спауфорт, (2002). Елліністична і римська Спарта: Повість про два міста. Лондон: Routledge.ISBN 0-415-26277-1
- Е. Курцій, Пелопоннес, ii. 267 далі. Написи: Le Bas-Foucart, Voyage archéologique, ii. № 238-248 ф.
- Патрік Лі Фермор, (1984). Мані: подорожі південним Пелопоннесом . Лондон: Penguin.ISBN 0-14-011511-0
- Пітер Грінхалг та Едвард Еліопулос (1985). Глибоко в Мані: Подорож до південного краю Греції. Лондон: Trinity PressISBN 0-571-13524-2
- Пітер Грін, (1990). Олександр до Акції: Історична еволюція елліністичної доби, (2-е видання). Лос-Анджелес: University of California Press.ISBN 0-500-01485-X .
- Розмарі Холл, Пол Хелландер, Корін Сімкок і Девід Віллет. Lonely Planet: Греція. Сінгапур: SNP Printing Pte Ltd.ISBN 0-86442-527-9
- Кіріакос Кассіс, (1979). Історія Мані. Афіни: Presoft
- Вільям Лік, Подорожі Мореєю, i. 244 далі.
- Марія Мавроматакі, (2001). 8500 років цивілізації: Греція: між легендою та історією. Афіни: Haïtalis.ISBN 960-8284-01-5